# SharePoint
SharePoint je platforma pro webové aplikace spuštěná v roce 2001. Tato platforma v sobě spojuje různé funkce, které jsou tradičně oddělenými aplikacemi: intranet, extranet, správa obsahu, správa dokumentů, osobní cloud, firemní sociální síť, firemní vyhledávání, správa pracovních postupů a firemní úložiště aplikací. SharePoint byl původně vyvíjen pro vnitrofiremní využití ve středně velkých firmách a velkých firemních odděleních ve spolupráci s Microsoft Exchange, Skype pro firmy a Office webovými aplikacemi. Nicméně, Office 365 od Microsoftu, které jsou dodávány jako služba, (obsahující SharePoint) rozšířily používání SharePointu i v menších organizacích.

## Struktura obsahu

### Stránky
SharePoint poskytuje bezplatné šablony a vzhledy pro stránky, které jsou uloženy jako „aspx“ soubory v knihovnách. V sharepointu jsou dostupné funkce pro publikování firemní Wikipedie, dále je možné spravovat metadata stránky, nastavit URL stránky.

### Web-Parts & App-Parts
Webové části (Web parts) a aplikační části (App parts) jsou komponenty, které mohou být vloženy do stránky. Tyto komponenty se používají k zobrazení dat z různých aplikací v SharePointu a dat z aplikací třetích stran.

### Seznamy a knihovny
Seznam je nástroj k ukládání dat. Sloupce seznamu mohou obsahovat různé datové typy (text, osoba, datum, …) a mohou být zobrazovány v různých pohledech, které se nastavují pomocí nastavení seznamu.
Knihovna je kolekce souborů, v SharePointu se jedná o zvláštní typ seznamu. Knihovny mají zvláštní funkce, jako například synchronizaci, prohlížení, upravování a spravování souborů.

### Weby
SharePoint web je kolekce stránek, seznamů a knihoven. Web může obsahovat podweby a tyto weby mohou obsahovat další podřízené weby, které mohou být vytvářeny pomocí různých šablon, například wiki weby, weby pro týmovou spolupráci nebo prázdný web. 

### SharePoint Designer
SharePoint Designer je „odnož“ aplikace Microsoft FrontPage, která se používá pro zajištění rychlejší konfigurace rozhraní pro některé funkce v SharePointu.
Tato aplikace poskytuje snadný přístup pro pokročilé editace HTML a ASPX stránek a také nabízí možnost pro editování workflow.